# Вик, Ханс-Георг
Ханс-Георг Вик (нем. Hans-Georg Wieck; 28 марта 1928, Гамбург — 15 мая 2024) — немецкий государственный деятель, дипломат и президент Федеральной разведывательной службы в 1985—1990 годах.

## Биография
Родился в Гамбурге, в 1953 году окончил Гамбургский университет, где изучал право и философию, получил степень PhD за работу «Происхождение Христианско-демократического союза и восстановление Центристской партии, 1945—1947 гг.».
С 1954 по 1993 годы работал в министерстве иностранных дел ФРГ, а в период 1966—1974 — в федеральном министерстве обороны (1970—1974 — директор по политическому планированию). В 1974—1977 годах был послом ФРГ в Иране, в 1977—1980 годах — послом ФРГ в СССР, в 1980—1985 годах — постоянным представителем ФРГ в «Североатлантическом совете» (НАТО) в Брюсселе.
В 1985—1990 годах был президентом БНД.
В 1990 году вернулся на дипломатическую службу и в 1990—1993 был послом ФРГ в Индии.
После ухода с государственной службы вёл общественную работу: в 1993—1995 был советником президента Грузии Э.Шеварднадзе, с 1998 по 2001 годы — руководителем Консультативной наблюдательной группы ОБСЕ в Минске, с 1996 по сентябрь 2008 года — председатель индо-немецкого общества.
В 2004—2019 годах Ханс-Георг Вик был председателем Консультативного совета по разведке (GKND).
Скончался 15 мая 2024 года в возрасте 96 лет.